# Veeloogrog
De veeloogrog (Rostroraja ackleyi) is een vissensoort uit de familie van de Rajidae. De wetenschappelijke naam van de soort is voor het eerst geldig gepubliceerd in 1881 door Garman.